# The Lonely Princess
The Lonely Princess è un cortometraggio muto del 1913 diretto da Maurice Costello.

## Produzione
Il film fu prodotto dalla Vitagraph Company of America. Venne girato a Venezia.

## Distribuzione
Distribuito dalla General Film Company, il film - un cortometraggio in una bobina - uscì nelle sale cinematografiche statunitensi il 4 settembre 1913.